# Critère de plasticité
Un critère de plasticité, ou critère d'écoulement plastique, est un critère permettant de savoir, sous des sollicitations données, si une pièce se déforme plastiquement ou si elle reste dans le domaine élastique. De nombreux essais ont montré que l'on pouvait utiliser deux critères principaux : le critère de Tresca-Guest ou le critère de von Mises. En résistance des matériaux, on désire parfois rester dans le domaine élastique, on parle alors de critère de résistance.
La contrainte de comparaison n'est pas une contrainte réelle existant à un instant donné à l'intérieur d'un solide, mais est utilisée en mécanique pour prédire la rupture. Néanmoins, la plupart des ingénieurs l'utilisent pour déterminer si un champ de contrainte donné dans une pièce est acceptable ou non. On parle aussi de contrainte équivalente ou de contrainte effective.[réf. nécessaire] Elle découle des critères de plasticité.
Cette contrainte est comparée à la limite d'élasticité ou encore la contrainte de rupture obtenue par essai de traction.

## Problématique

### Approche élémentaire

Sollicitation de la pièce selon deux axes : si l'on a de la traction sur les deux axes, les scissions résultantes sur le plan à 45° s'opposent ; si l'on a de la traction selon un axe et de la compression selon un autre, les cissions s'ajoutent

Contraintes nécessaires pour atteindre la limite d'élasticité

Plaçons-nous dans le cas d'un état de contraintes planes. Dans le cas de la traction uniaxiale d'une pièce d'un matériau ductile, la limite de contrainte au-delà de laquelle on a une déformation plastique est la limite d'élasticité Re : pour une traction d'axe x, on reste dans le domaine élastique si la contrainte σxx vérifie :
σxx < Re
Ceci représente en général à une limite admissible pour des pièces en service : au-delà de cette valeur, les pièces se déforment de manière irréversible, et si la géométrie de la pièce est importante pour le système, cela provoque une défaillance.
On provoque de la déformation plastique si :
{\displaystyle \sigma _{xx}>\mathrm {R_{e}} }
cette situation est recherchée dans le cas de la mise en forme (laminage, forgeage, pliage, emboutissage, etc.).

Le physicien autrichien Schmid a montré que la déformation plastique des cristaux se fait par cisaillement ; on constate du reste expérimentalement qu'il est bien plus aisé de déformer une éprouvette d'acier par cisaillement, en faisant glisser les plans d'atomes les uns sur les autres, que par compression. En chargement vierge, la cission (ou contrainte de cisaillement) est maximale pour un plan incliné de 45° par rapport à l'axe de traction (voir l'article Cercle de Mohr).
Supposons maintenant que l'on sollicite la pièce selon x et y. On obtient la cission résultante en projetant les forces de traction ou compression sur le plan à 45°. Nous voyons que :
- si l'on a de la traction sur x et sur y, les cissions résultantes s'opposent, on atteint donc moins vite la limite d'élasticité ; la situation est identique si l'on a de la compression sur les deux axes ;
- si l'on a de la traction sur x et de la compression sur y, les cissions résultantes s'ajoutent, on atteint donc plus vite la limite d'élasticité.

Si nous représentons la frontière R entre domaine élastique et domaine plastique sur un graphique (σxx, σyy), alors
- les contraintes valent Re sur les axes (traction ou compression uniaxiale) ;
- les contraintes pour atteindre R sont plus élevées que Re lorsqu'elles sont de même signe ;
- les contraintes pour atteindre R sont plus faibles que Re lorsqu'elles sont de signes opposés.

Dans un cas plus général, on considère les contraintes principales
σI et σII. Dans le cas de contraintes tridimensionnelles, on considère σI, σII et σIII.
Critère de ruine
Comme mentionné précédemment, la limite d'élasticité Re est souvent une limite ultime à ne pas dépasser pour des pièces en service. Cependant, la contrainte réelle que subissent les pièces peut être plus élevée que la contrainte que l'on calcule ; en effet, l'effort peut être accidentellement plus élevé que prévu, et en ce qui concerne les pièces, les variations de forme (entailles, trous, congés…) entraînent des concentrations de contraintes. Dans tous les cas, la contrainte nominale, si elle correspond à une condition d'équilibre statique, doit rester inférieure à la limite d'élasticité.
Pour prendre en compte ces phénomènes imprévus, on utilise une valeur limite pratique Rp qui est inférieure à Re. On divise pour cela Re par un coefficient de sécurité s dépendant du domaine d'utilisation de la pièce ; du fait de ce coefficient de sécurité, on utilise en général un signe inférieur ou égal :
Rp = Re/s
σxx ≤ Rp
Le respect de cette limite est un critère de validation du système. Le dépassement de cette limite est considéré comme provoquant la défaillance du système, cela constitue donc un critère de ruine.
Notez que l'on peut dans certains cas admettre localement un dépassement de la limite d'élasticité qui ne produirait pas de déformation significative de la structure.

### Généralisation
L'espace des contraintes est à six dimensions (le tenseur des contraintes comporte neuf termes mais est symétrique, voir Notation de Voigt). Le domaine élastique et le domaine plastique sont séparés par une hypersurface à cinq dimensions, appelée surface de charge. Cette hypersurface correspond à une équation de la forme
ƒ(σij) = 0
où ƒ est appelée fonction d'écoulement plastique.
On peut représenter cette hypersurface dans l'espace des contraintes principales (σI, σII, σIII). Cette surface est donc de la forme :
ƒ(σI, σII, σIII) = 0.
Elle est souvent représentée en deux dimensions dans le cas des contraintes planes (σIII = 0). Elle est alors réduite à une courbe, qui est intersection de la surface de charge avec le plan (σI, σII).
Si le milieu est isotrope, on peut réécrire cette équation avec les invariants du tenseur des contraintes (voir Contrainte principale > Détermination) :
ƒ(I1, I2, I3) = 0.
La compression ou l'extension isotrope ne sont pas susceptibles de créer de l'écoulement plastique. On peut donc se contenter de considérer le déviateur du tenseur des contraintes, et donc les invariants de ce déviateur, J2 et J3 (on a J1 = 0). L'équation peut donc se réécrire :
ƒ(J2, J3) = 0.

## Critères de limite d'élasticité

Critères de Tresca-Guest et de von Mises

### Critère de Tresca (critère de la contrainte de cisaillement maximal)
Puisque la déformation plastique se fait par cisaillement, le critère de Tresca (ou critère de Tresca-Guest) considère la cission déterminée selon le cercle de Mohr. Dans le cas de contraintes planes (σIII=0), la condition de déformation élastique devient :
|σI - σII | ≤  Re et |σI - σIII | = |σI | ≤  Re et |σII - σIII | = |σII | ≤  Re.
Le graphique est un hexagone.
Dans le cas de contraintes tridimensionnelles, on a :
|σI - σII | ≤ Re et |σI - σIII | ≤ Re et |σII - σIII | ≤ Re
ou encore :
maxi ≠ j(|σi - σj |) ≤ Re.
La fonction d'écoulement plastique est alors
ƒ(σI, σII, σIII) = maxi ≠ j(|σi - σj |) - Re.
La surface limite est un prisme à base hexagonale dont l'axe est la trissectrice des trois axes (σI, σII, σIII).

### Critère de von Mises (critère de l'énergie de distorsion élastique)
Le critère dit de von Mises fut formulé par Maxwell en 1865. Huber (1904) la développa partiellement dans un article en polonais. Cependant, sa paternité est généralement attribuée à von Mises (1913). On parle aussi parfois de la théorie de Maxwell–Huber–Hencky–von Mises, ou de critère de Prandtl-Reuss.
Le critère de von Mises est un critère énergétique : l'énergie de déformation élastique s'écrit dans les cas simples :
U = ½σε en traction-compression
— ou —
U = ½τγ en cisaillement
et de manière générale
U = ½σijεij
(avec la convention de sommation d'Einstein).
 (19 mai 2020).
Améliorez-le ou discutez des points à vérifier. 
Cette énergie peut se séparer en deux termes :
U = Uv + Uf
avec
- Uv : énergie due au changement de volume sans changement de forme,
{\displaystyle \mathrm {U_{v}} ={\frac {1}{2}}\mathrm {tr} (\sigma '\varepsilon ')={\frac {1}{6}}\sigma _{ii}\varepsilon _{jj}={\frac {1-2\nu }{6\mathrm {E} }}(\sigma _{ii})^{2}={\frac {1-2\nu }{6\mathrm {E} }}(\mathrm {I} _{1})^{2}} ;
- Uf : énergie due au changement de forme sans changement de volume, ou énergie de distorsion plastique
{\displaystyle \mathrm {U_{f}} ={\frac {1}{2}}\mathrm {tr} (\sigma ''\varepsilon '')={\frac {1}{2}}s_{ij}e_{ij}={\frac {1}{4\mathrm {G} }}s'_{ij}s'_{ij}}.

Notations
- σ' = pI : tenseur sphérique, isotrope, 
  - p : pression isostatique,
  - I : matrice unité ;
- σ'' : déviateur du tenseur des contraintes ;
- E : module de Young ;
- ν : coefficient de Poisson ;
- G : module de cisaillement.

Comme indiqué précédemment, la dilatation/compression isotrope n'est pas susceptible de provoquer un écoulement plastique, le critère de plasticité ne porte donc que sur Uf. On peut écrire :
{\displaystyle {\begin{aligned}\mathrm {U_{f}} \ &={\frac {1}{12\mathrm {G} }}\left((\sigma _{11}-\sigma _{22})^{2}+(\sigma _{22}-\sigma _{33})^{2}+(\sigma _{33}-\sigma _{11})^{2}+6(\sigma _{12}^{2}+\sigma _{23}^{2}+\sigma _{31}^{2})\right)\\&={\frac {1}{12\mathrm {G} }}\left((\sigma _{\mathrm {I} }-\sigma _{\mathrm {II} })^{2}+(\sigma _{\mathrm {II} }-\sigma _{\mathrm {III} })^{2}+(\sigma _{\mathrm {III} }-\sigma _{\mathrm {I} })^{2}\right)\\&={\frac {\mathrm {J} _{2}}{2\mathrm {G} }}\\\end{aligned}}}.
où J2 est le second invariant du déviateur du tenseur des contraintes et G est le module de cisaillement.
Cette énergie ne doit pas dépasser une valeur limite si l'on veut rester dans le domaine élastique.
La valeur critique de l'énergie est donc, en prenant comme référence la traction uniaxiale (σII = σIII = 0, σI = Re à la limite) :
{\displaystyle \mathrm {U_{f}^{cr}} ={\frac {1}{6\mathrm {G} }}\mathrm {R_{e}} ^{2}}.
En contraintes planes, le critère de von Mises s'écrit :
{\displaystyle {\sqrt {\sigma _{\mathrm {I} }^{2}+\sigma _{\mathrm {II} }^{2}-\sigma _{\mathrm {I} }\sigma _{\mathrm {II} }}}\leqslant \mathrm {R_{e}} }
ce qui est l'équation d'une ellipse, ou encore
{\displaystyle \mathrm {J} _{2}\leqslant {\tfrac {1}{3}}\mathrm {R_{e}} ^{2}}.
Ceci peut également s'écrire
{\displaystyle (\sigma _{\mathrm {I} }-\sigma _{\mathrm {II} })^{2}+(\sigma _{\mathrm {II} }-\sigma _{\mathrm {III} })^{2}+(\sigma _{\mathrm {I} }-\sigma _{\mathrm {III} })^{2}\leqslant 2\mathrm {R_{e}} ^{2}}
ou encore
{\displaystyle {\frac {1}{\sqrt {2}}}{\sqrt {(\sigma _{\mathrm {I} }-\sigma _{\mathrm {II} })^{2}+(\sigma _{\mathrm {II} }-\sigma _{\mathrm {III} })^{2}+(\sigma _{\mathrm {I} }-\sigma _{\mathrm {III} })^{2}}}\leqslant \mathrm {R_{e}} }.
La surface limite est un cylindre dont l'axe est la trissectrice des trois axes (σI, σII, σIII).
La fonction d'écoulement plastique peut s'écrire
{\displaystyle f(\sigma _{\mathrm {I} },\sigma _{\mathrm {II} },\sigma _{\mathrm {III} })={\frac {1}{\sqrt {2}}}{\sqrt {(\sigma _{\mathrm {I} }-\sigma _{\mathrm {II} })^{2}+(\sigma _{\mathrm {II} }-\sigma _{\mathrm {III} })^{2}+(\sigma _{\mathrm {I} }-\sigma _{\mathrm {III} })^{2}}}-\mathrm {R_{e}} }
{\displaystyle f(\mathrm {J} _{2},\mathrm {J} _{3})={\sqrt {3\mathrm {J} _{2}}}-\mathrm {R_{e}} }
Dans le cas de poutres soumises à une flexion (générant une contrainte normale maximale σmax) et à une torsion (générant une cission maximale τmax), le critère devient (forme de Huber) :
{\displaystyle {\sqrt {\sigma _{\mathrm {max} }^{2}+3\tau _{\mathrm {max} }^{2}}}\leqslant \mathrm {R_{e}} }.
Notes
1. Il existe un autre critère de von Mises qui évalue la fragilité intrinsèque d'un matériau cristallin en fonction du nombre de modes de déformation plastique possible du cristal, voir Fragilité.
2. Les deux critères précédents (Tresca et von Mises) écartent toute influence de la pression hydrostatique. Ainsi, un solide soumis à une traction (ou une compression) uniforme suivant les trois axes ({\displaystyle \sigma _{\mathrm {I} }=\sigma _{\mathrm {II} }=\sigma _{\mathrm {III} }=p}) est placé, au vu de ces deux critères, dans une situation équivalente à celle du repos. Or il existe une limite à la pression hydrostatique qu'un solide est capable de supporter. Elle survient lorsque l'on quitte le domaine de la mécanique pour atteindre le domaine atomique :
La force nécessaire à écarteler les atomes est telle que placer un solide dans le vide ne suffit pas, à température ambiante. Pour séparer des atomes, il faut leur apporter une autre énergie. On peut atteindre la sublimation dans certaines conditions de température et de pression.
Au niveau compression, les atomes étant jointifs sur un solide, il se passe à très haute pression une réorganisation cristalline (du carbone en diamant, par exemple). Dans ce cas, le solide a changé de structure et donc de propriétés. Les modèles macroscopiques utilisés en résistance des matériaux ne s'appliquent plus.

## Contrainte de comparaison
La contrainte de comparaison, ou contrainte effective, ou encore contrainte équivalente, est une valeur calculée à partir du tenseur des contraintes ; elle est notée σe. On compare cette valeur à la limite d'élasticité pour savoir si l'on est dans le domaine élastique ou plastique. Cela revient en fait à ramener tout problème à de la traction uniaxiale.
La fonction d'écoulement plastique devient :
ƒ(σij ) = σe - Re.
On définit classiquement deux contraintes effectives :
- la contrainte de Tresca :

{\displaystyle \sigma _{\mathrm {e} }=\max \left(\left|\sigma _{\mathrm {I} }-\sigma _{\mathrm {II} }\right|,\left|\sigma _{\mathrm {II} }-\sigma _{\mathrm {III} }\right|,\left|\sigma _{\mathrm {III} }-\sigma _{\mathrm {I} }\right|\right)} ;
- la contrainte de von Mises :

{\displaystyle \sigma _{\mathrm {e} }={\frac {1}{\sqrt {2}}}{\sqrt {(\sigma _{\mathrm {I} }-\sigma _{\mathrm {II} })^{2}+(\sigma _{\mathrm {II} }-\sigma _{\mathrm {III} })^{2}+(\sigma _{\mathrm {III} }-\sigma _{\mathrm {I} })^{2}}}}.
Dans un cas de sollicitations planes, pour lequel on n'a que deux contraintes normale σ et de cisaillement τ, les définitions deviennent :
- contrainte de Tresca : {\displaystyle \sigma _{\mathrm {e} }={\sqrt {\sigma ^{2}+4\tau ^{2}}}} ;
- contrainte de von Mises : {\displaystyle \sigma _{\mathrm {e} }={\sqrt {\sigma ^{2}+3\tau ^{2}}}}.

La frontière entre le domaine plastique et le domaine élastique est la surface σe = Re :
- σe < Re : domaine élastique ;
- σe > Re : domaine plastique.

En résistance des matériaux, la condition de résistance s'écrit :
σe ≤ Rp, avec Rp = Re/s.
Les programmes de calcul par éléments finis représentent en général le champ de contrainte équivalente par une carte de couleur, le bleu correspondant à une contrainte nulle et le rouge à la contrainte équivalente maximale. On peut ainsi détecter le ou les points critiques de la pièce.

« Notons que les deux critères [de Tresca et de von Mises] peuvent s'interpréter en termes de cisaillement critique, ce qui est compatible avec la théorie des dislocations ; la différence réside en quelque sorte dans la moyenne à effectuer : la théorie microscopique de la plasticité prend en compte des critères cristallographiques qui sont absents de la théorie continue de la plasticité. [Représentons dans l'espace des contraintes principales], pour une sollicitation plane (σ3 = 0), le lieu de plastification correspondant au critère de von Mises et de Tresca : on voit que ces deux critères sont qualitativement proches. Le critère de von Mises est plus maniable d'un point de vue mathématique, on a tendance à le préférer au critère de Tresca. »

— Métallurgie : du minerai au matériau

« Si, pour les matériaux ductiles, von Mises est un peu plus précis que Tresca, de nombreuses vérifications expérimentales ont donné des résultats situés sur la frontière entre les deux critères. Tresca, plus simple et souvent utilisé, est plus conservatif en laissant une marge de sécurité légèrement plus grande. Cependant, beaucoup de programmes commerciaux d'analyse des contraintes et d'éléments finis s'appuient sur von Mises ; de ce fait, il existe une tendance naturelle à utiliser celui-ci en toutes circonstances. »

— Jean-Louis Fanchon, Guide de mécanique — Sciences et technologies industrielles

## Autres critères de limite d'élasticité

### Critère de Rankine
Le critère de Rankine énonce simplement que pour rester dans le domaine élastique, aucune contrainte principale ne doit dépasser la limite d'élasticité :
max(σ1, σ2, σ3) ≤ Re.
Dans le cas de contraintes planes, la frontière correspond à deux droites dans le plan (σ1, σ2).

### Critère de Mohr-Caquot
Le critère de Mohr-Caquot est un critère de rupture pour les matériaux fragiles ; c'est donc un critère de limite d'élasticité, mais pas de plasticité (puisqu'il n'y a pas de domaine plastique pour les matériaux concernés).
L'accroissement de la pression isostatique σm diminue l'amplitude des cercles de Mohr critiques. Pour les matériaux fragiles, les courbes enveloppes des cercles de Mohr sont deux droites. La valeur de cisaillement à ne pas dépasser,  τmax, s'exprime par :
τmax, c = a + k × σm.
où a et k sont des constantes.

### Critère de Coulomb
Le critère de Coulomb s'applique aux ouvrage en terre. Là encore, s'il s'agit d'un critère de limite d'élasticité, ce n'est pas un critère de plasticité. La condition de stabilité est :
τ + σ⋅tan (φ) - C ≤ 0
avec:
- φ : angle de frottement interne compris entre 0 et π/2 ;
- C : cohésion du matériau.

### Autres systèmes de coordonnées
L'hypersurface délimitant le domaine élastique peut aussi être représentée comme une surface de dimension deux dans l'espace des invariants du tenseur des contraintes I1 et du déviateur J2 et J3. Cette surface est donc de la forme :
ƒ(I1, J2, J3) = 0.
Dans le cas des matériaux dont la cohésion est assurée par l'adhérence (frottement), comme les sols, on utilise les variables p, q et r : 
ƒ(p, q, r) = 0
avec :
- {\displaystyle p={\tfrac {1}{3}}\mathrm {I} _{1}} ;
- {\displaystyle q=\sigma _{\mathrm {eq} }={\sqrt {3\mathrm {J} _{2}}}}, la contrainte équivalente ;
- {\displaystyle r=3{\sqrt[{3}]{{\tfrac {1}{2}}\mathrm {J} _{3}}}}.

On peut aussi décrire l'espace par des coordonnées cylindriques, les coordonnées de Haigh-Westergaard (ξ, ρ, θ) :
ƒ(ξ, ρ, θ) = 0
avec :
- {\displaystyle \xi ={\tfrac {1}{\sqrt {3}}}\mathrm {I} _{1}} ;
- {\displaystyle \rho ={\sqrt {2\mathrm {J} _{2}}}} ;
- θ est l'angle de Lode[8], défini par {\displaystyle \cos(3\theta )=\left({\frac {r}{q}}\right)^{3}}.

Dans les coordonnées de Haigh-Westergaard, les contraintes principales s'écrivent :
{\displaystyle {\begin{pmatrix}\sigma _{1}\\\sigma _{2}\\\sigma _{3}\end{pmatrix}}={\cfrac {1}{\sqrt {3}}}{\begin{pmatrix}\xi \\\xi \\\xi \end{pmatrix}}+{\sqrt {\cfrac {2}{3}}}\rho {\begin{pmatrix}\cos \theta \\\cos \left(\theta -{\cfrac {2\pi }{3}}\right)\\\cos \left(\theta +{\cfrac {2\pi }{3}}\right)\end{pmatrix}}}